# The Home Inside My Head
The Home Inside My Head es el segundo álbum de estudio de la banda estadounidense de pop punk Real Friends. El álbum fue grabado durante 2015 y hasta febrero de 2016. De modo parecido a su álbum anterior,  está previsto para ser lanzado 27 de mayo de 2016 mediante Fearless Records.

## Antecedentes, composición y grabación
En el proceso de grabación del álbum, la banda en conjunto declaró mediante Facebook que “en el invierno de 2014 empezamos a escribir nuestro segundo álbum de larga duración.Para estas canciones no nos apegamos a cualquier otro material que hallamos hecho antes. había algo extraño en estas canciones. Que sentíamos bien cuándo las tocabamos". La banda entonces fue para grabar en enero de 2015. "Quisimos poner todo de nuestros esfuerzos a él sin distracciones. Es honestamente la cosa más dura que nunca hemos hecho. Estuvimos empujar a nuestros límites. No podríamos ser más felices con los resultados.” Real Friends acabó de grabar su segunda álbum en febrero de 2016.

## Publicación
Fearless Records anunció que una nueva grabación de Real Friends sería lanzada en 2016, a través de un correo en su cuenta de Twitter oficial, el cual fue publicado el 22 de diciembre de 2015. Con anterioridad al anuncio del álbum, la banda empezó a tocar una canción nueva titulada "Colder Quicker" durante sus shows. El 1 de abril de 2016, la banda anunció el título de su nuevo álbum  The Home Inside My Head, junto con la fecha de lanzamiento del álbum, arte de cubierta y listado de canciones. Además, en el mismo día la banda publicó un vídeo de música para el primer sencillo de su nuevo álbum, "Colder Quicker". El álbum será lanzaro el 27 de mayo de 2016.

## Lista de canciones
| N.º   | Título                 | Duración |  |
| 1.    | «Stay in One Place»    | 2:56     |  |
| 2.    | «Empty Picture Frames» | 3:05     |  |
| 3.    | «Keep Lying to Me»     | 2:57     |  |
| 4.    | «Scared to Be Alone»   | 3:14     |  |
| 5.    | «Mokena»               | 3:23     |  |
| 6.    | «Mess»                 | 3:08     |  |
| 7.    | «Isolating Everything» | 2:53     |  |
| 8.    | «Well, I'm Sorry»      | 3:22     |  |
| 9.    | «Basement Stairs»      | 2:55     |  |
| 10.   | «Door Without a Key»   | 3:28     |  |
| 11.   | «Eastwick»             | 3:05     |  |
| 12.   | «Colder Quicker»       | 3:03     |  |
| 37:29 |                        |          |  |